# Mydaea neglecta
Mydaea neglecta är en tvåvingeart som beskrevs av Malloch 1920. Mydaea neglecta ingår i släktet Mydaea och familjen husflugor. Inga underarter finns listade i Catalogue of Life.